# سرنا گراندی
سرنا گراندی (ایتالیایی: Serena Grandi؛ زاده ۲۳ مارس ۱۹۵۸) بازیگر تئاتر، سینما و تلویزیون اهل ایتالیا است. سرنا در دههٔ ۱۹۸۰ و ۱۹۹۰ میلادی به عنوان نماد سکس سینمای ایتالیا شناخته می‌شد.

## درباره
او با نام اصلی سرنا فاجولی در بولونیا به‌دنیا آمد. در ۸ سالگی توسط یک کشیش مورد آزار و اذیت قرار گرفت که سرنا و دوستش را مجبور کرد او را ببوسند. پس از پایان تحصیلاتش، به کار برنامه‌نویسی پرداخت.

## بازیگری
فعالیتش سینمایی‌اش در سال ۱۹۷۸ با فیلم «حلقه» ساخته لوئیجی پترینی آغاز شد. در آن زمان از نام مستعار ونسا استیگر استفاده می‌کرد اما پس از مدتی ترکیب نام کوچکش در کنار نام‌خانوادگی مادرش را برای فعالیت در عرصهٔ سینما برگزید. نقش‌آفرینی در فیلم میراندا ساختهٔ تینتو براس به شهرت گراندی انجامید. میراندا که یک اثر اروتیک درام با ساختاری ضعیف است داستان زنی را روایت می‌کند که به‌گمان کشته شدن همسرش در جنگ، با افراد متعددی همبستر می‌شود و در انتها با غیر محتمل‌ترین خواستگار ازدواج می‌کند.

## گزیدهٔ فیلم‌شناسی
- زیبایی بزرگ (۲۰۱۳)
- مونلا (۱۹۹۸)
- معلم ویولنسل (۱۹۸۹)
- چیزهایی برای ثروتمندان (۱۹۸۷)
- دلیریوم (۱۹۸۷)
- ترزا (۱۹۸۷)
- ریمینی ریمینی (۱۹۸۷)
- سوءاستفاده‌های یک دون ژوان جوان (۱۹۸۶)
- بانوی شب (۱۹۸۶)
- شیفتهٔ جولیا (۱۹۸۶)
- میراندا (۱۹۸۵)
- ماجراهای هرکول (۱۹۸۵)
- پیرنو دوباره می‌تازد (۱۹۸۲)
- پیرینو، آفتی برای رهایی (۱۹۸۲)
- عشق نافرجام (۱۹۸۲)
- همسفر (۱۹۸۰)
- زنان روستایی کم‌حرف (۱۹۸۰)
- من خوش‌عکسم (۱۹۸۰)
- کریکت (۱۹۸۰)
- آدم‌خوار (۱۹۸۰)